# 祇園寺信彦
祇園寺 信彦（ぎおんじ のぶひこ、1911年8月27日 - 1998年11月23日）は日本の西洋史学者。

## 略歴
宮城県生まれ。宮城県古川中学校（現：宮城県古川高等学校）卒業、第二高等学校（独法）卒業、東北帝国大学法文学部西洋史学科卒業。1962年「古ローマの社会と政治」で東北大学文学博士。東北大学文学部助教授、教授。1975年定年退官、名誉教授、東京国際大学教授。
専門は西洋古代史で、主としたのは、古代ローマにおける政治権力のあり方とその歴史的変遷、さらにその過程において個人が織り成した役割の問題の解明であった。研究は大類伸、原随園の学問的伝統を継承しつつ、マックス・ヴェーバーの歴史学方法論をよりどころとし、西洋古代史の研究と後進の指導に当たり、古代ローマ史研究において開拓者的な役割を果たした。また近代史学の祖レオポルト・フォン・ランケにも関心を寄せ、その翻訳を通し史学の進展に寄与した。

## 著書
- 『よい人に恵まれた私』祇園寺則夫編 大崎タイムス社 1999
- 『共和政期ローマの国家と社会』雄松堂出版 1999

### 共著編
- 『世界史便覧 テーブル式』河部利夫共著 評論社 1957
- 『西洋史要綱』編 御茶の水書房 1973

### 翻訳
- ランケ『ドン･カルロス 史料批判と歴史叙述』創文社、1975。元版は「選集」三省堂
- マックス・ウェーバー『社会科学の方法』祇園寺則夫共訳、講談社学術文庫、1994
- ウェーバー『歴史学の方法』祇園寺則夫共訳、講談社学術文庫、1998